# Cyclosurus mariei
Cyclosurus mariei là một loài ốc hô hấp trên cạn cỡ nhỏ có nắp, là động vật thân mềm chân bụng có phổi sống trên cạn thuộc họ Cyclophoridae.
Đây là loài đặc hữu của Mayotte. Nó đã tuyệt chủng.